# Географија Косова и Метохије
Косово и Метохија (или Космет) се налази на југу Србије, у централном делу Балканског полуострва, у југоисточној Европи.
Заузима површину од 10.887 km², са просечном надморском висином од око 800 m, али са изразитим висинским променама рељефа и морфологије. Најнижи делови Косова и Метохије налазе се на надморској висини од 297 m (Бели Дрим на граници са Албанијом), а највиша тачка је Ђеравица са надморском висином од 2.656 m.
Простор који се у западној литератури и политичком речнику означава као Косово, а под којим се подразумева територија административно-политичког ентитета Косово, заправо чине две одвојене географске целине – удолине Метохија и Косово.
Метохија се налази на западној, а Косово на источној страни и ове две удолине су раздвојене планинама Чичарицом (висина 1.091 м) и Црнољевом (1.771 м). Планински предели заузимају скоро две трећине Косова и Метохије (у даљем тексту КиМ), или тачније 63,5 одсто од укупне територије. Планински масиви се нарочито истичу својом висином у западном и јужном делу КиМ, у деловима ка Црној Гори, Албанији и Македонији. Највиши врх на територији Републике Србије налази се на Косову и Метохији, и то је Ђеравица са 2.656 м.
Котлине чине 36,5 одсто укупне површине и заједно – удолине Метохија и Косово сачињавају најпространију котлину на Балканском полуострву. Метохија је издуженог облика, пространија је од Косова и налази се на надморској висини од 350 м (најнижа тачка је Бели Дрим са 297 м). Долином реке Дрим отворена је ка југу и утицајима средоземне климе. Због тога Метохија има блажу климу, већу количину падавина (у просеку 700 мм) и дуже вегетацијско раздобље.
Због ових карактеристика у Метохији успевају све врсте воћа и житарица, распрострањени су и засади винове лозе, а узгајају се чак и бадеми. Добре услове за развој пољопривреде у Метохији обезбеђују и снажни водотокови из слива Дрима, који се спуштају са околних планина. Косово поље као централни део Косова мање је издужено и простире се на око 500 м надморске висине. Косово је затворено планинским масивом Шар-планине са југа.
Годишња количина падавина је мања него у Метохији и износи око 550 мм, а зиме су оштрије и дуже. „Косовска земља је смоница, збијена глина, тешка црница, постала дакле, на дну исушеног терцијерног језера. Тешка је за обрађивање, а како је уз то сиромашна у хумусу, она није добре плодности.“ Поред овога „планине и планински огранци на косовском ободу нису високи и са њих не тече ни једна већа река која би се због свог богатства у води и свог пада могла користити за наводњавање“.
Свој данашњи назив Косово, територија која се простре удолинама Косово и Метохија, добија тек после Видовдана 1389. године и Косовског боја. Током целокупног трајања српске средњовековне државе ова територија „са једним сумњивим изузетком, није ни једном поменута под именом Косово“. Овај простор је означаван једноставно – Србија.
После пресељења седишта српске средњовековне државе из Рашке области на југ, косовскометохијска област постаје њен средишњи део одакле се Србија даље шири ка југу и истоку. Одређену и јасно ограничену географску област представљао је појам Косово поље, на којем се одиграла кључна битка у српској средњовековној историји, после које и почиње све чешће да се користи назив Косово.
Косовски бој је тако одредио назив целе области – Косово.
Подручје Косова и Метохије обухвата простор од 10.887 km². Према Уставу Републике Србије АП КиМ је саставни део Србије, под привременом међународном управом.
Западна и јужна граница АП КиМ уједно су и границе Републике Србије према Црној Гори (у дужини од 79 км), Албанији (112 км) и Македонији (159 км). Источна и северна граница АП КиМ је унутрашња граница, која је Резолуцијом 1244 СБ УН дефинисана као „административна линија између Србије и Косова“ и протеже се у укупној дужини од 352 км. Косовски Албанци су у фебруару 2008. једнострано прогласили независност тзв. републике Косово. Њих су у овоме подржали НАТО и ЕУ, који су у доброј мери и координисали цео процес проглашавања независности и позиционирања тзв. републике Косово у систему међународних односа (овај процес су поред НАТО-а и ЕУ помогле још неке државе, попут Саудијске Арабије и Швајцарске, на пример).
До почетка 2012. године самопроглашену државу косовских Албанаца признало је између 83 и 86 чланица УН. Тачан број се не зна, зато што се у појединим случајевима испоставило да никаквог признања није било, иако су институције тзв. републике Косово јавно саопштиле да јесте (случајеви Нигерије, Омана, Уганде).
Косово и Метохија има повољан географски положај. Делови Шар-планине, Динарских планина и Копаоника спуштају се ка КиМ и дају посебан печат физиономији овог простора. Оне га у доброј мери затварају скоро са свих страна, па је територија КиМ практично „ограђена“ високим планинским масивима, што јој обезбеђује природну заштиту и лакшу одбрану од непријатеља. Повољан географски положај се огледа и у одличној саобраћајној повезаности са околним подручјима.
Због високих планинских ланаца који окружују КиМ, саобраћајнице су се пружале природним усекама – речним клисурама. На северу је то представљала Ибарска клисура, на западу Руговска клисура, на југоистоку Качаничка клисура, док су се на југозападу и истоку главне саобраћајнице протезале уз токове Белог Дрима и Биначке Мораве. Иако КиМ представља релативно малу територију, водотокови са овог простора се сливају у чак три слива: црноморски, егејски и јадрански. На локалитету Дрманска глава додирују се водотокови сва три слива.
На југозападу, од Призрена пут води ка јадранском приобаљу и Медовском заливу. Удаљеност Призрена, другог најважнијег града на КиМ (после Приштине), од Јадранског мора износи свега 208 км. На источној страни, КиМ је могуће повезати преко Бујановачко-прешевске области са главним градом Бугарске Софијом.
Раздаљина између Приштине и Софије износи око 280 км. На западу, кроз Руговску клисуру, пут је водио ка северу Црне Горе, док је југоисточни правац, кроз Качаничку клисури повезивао Приштину и Скопље. Посебно значајна су три путна правца која воде са севера Косова. Североисточни правац повезује Приштину и Ниш преко топличког краја, северни води од Косовске Митровице кроз Ибарску клисуру до Краљева, а северозападни преко Зубиног Потока ка Рашкој области и даље према Сарајеву.
У пројекцијама неоосманизма преко територије КиМ пролази „зелена трансверзала“ која се пружа од југоисточног ка северозападном комуникацијском правцу.
Овим путем је пролазио и такозвани Босански пут за време постојања Отоманске царевине.
Још много пре Отоманске царевине и изградње Босанског пута, Косово и Метохију су додиривале саобраћајнице од стратешког значаја. За време Римског царства то је била Via Egnatia која је спајала Константинопољ и Рим. Овај пут је водио преко Адријанопоља, Едесе, Солуна и Охрида до Драча, а после од Драча преко мора ка другој, супротној јадранској обали и даље ка Риму. У време средњовековне српске државе велики стратешки значај је имала комуникација Призрен–Драч–Скадар.
Призрен је у једном периоду био и престоница Србије, а „Скадар је због свог положаја и због своје тврђаве, био врло важно место као војничка тачка. Скадар је затварао један од најважнијих улазака на Балканско полуострво и омогућавао је или спречавао трговачки промет Бојаном из Приморја у унутрашњост и обратно“.
Са КиМ се из два правца (западним преко Руговске клисуре и северозападним преко Босанског пута) могло приступити и главном трговачком путу који је из Дубровника водио ка унутрашњости Балканског полуострва. То је био Дубровачки пут, или Via Ragusa, а такође је из два правца (источног и југоисточног) постојала веза са моравско-вардарским саобраћајним правцем који добија на важности током XIX века.
Предност КиМ представљала су и велика природна богатства којим је ово подручје располагало (у поређењу са величином територије природни ресурси и рудна богатства су огромни). У северозападном делу, на обронцима Копаоника и у југозападном делу у шарпланинском масиву простиру се велике шумске површине, а могућност експлоатације дрвета (дрвна грађа, огревно дрво, индустријске гране које се ослањају на овај ресурс) била је лака. Основу економског развоја КиМ током историје чинила је експлоатација и прерада руда метала: злата, сребра, олова, цинка и гвожђа.
Највећи средњовековни рудник у Европи налазио се у Новом Брду, а један од највећих рударско-технолошких система за производњу олова између два светска рата у Звечану. Археолошка налазишта на КиМ потврђују да је рударство било развијено још у периоду Келта и Римљана, у вековима пре нове ере. Процене су да се на подручју Косова (у мањим количинама и на територији Метохије) налазе лежишта око 50 милиона тона руде олова и цинка, 20 милиона тона никла, осам милиона тона магнезита и седам милиона тона ферозних боксита, а постоје назнаке да на одређеним локацијама има и хрома у значајнијим количинама (досадашња налазишта хрома су исцрпљена). Поред тога, велике су и резерве неметаличних минералних сировина и украсног камена, међу којима су најзначајнија налазишта: дунита, кварцита, леуцита, азбеста, талка, гранита, кварцних пескова, доломита, бигра, графита, кречњака и оникса.
Косово поседује и велике резерве лигнита. Процењује се да на коповима у Косову пољу има још 9,8 милијарди тона, док се на подручју Метохије ове процене крећу око 1,6 милијарди тона.

## Етимологија
Реч Косово потиче од речи кос, која асоцира на црну птицу – кос, и Метохија што у преводу значи црквени посед, разлог за ово је управо то што се на том простору налази велики број Православних цркава и манастира које су изградили средњовековни српски владари. Као део покушаја да се смање националне тензије са Албанцима 1968. назив Метохија је избачен из назива покрајине, међутим 1990. године је поново враћена као саставни део назива.

## Субрегије

### Косово
Косовска котлина је тектонска потолина правца северозапад-југоисток. Дугачка је 84 km између Звечана и Качаника. Широка је 10-15 km, површина јој износи 950 m². Дно потолине лежи просечној надморској висини од 550 m.
После стварања котлине овде је настала дуга језерска фаза, о томе сведоче моћне наслаге језерских седимената и распрострањена налазишта угља. Воде језера нестале су у плеистоцену. Хидрографски чвор је на Црнољеви (дрманска глава 1364 m) одакле отиче на запад Топлуга, која се улива у Бели Дрим и Јадранско море. Неродимка (позната по бифуркацији) се једним својим краком улива у Лепенац, притоку Вардара, и у Ситницу, притоку Ибра.
На Косову је земљиште меко, уравњено и често мочварно. Према истоку на брежуљкасто земљиште наставља се палеовулкански рељеф обода, што је уједно и јужна граница Палеовулканског рељефа.
То су: Велетин у близини Јањева, Мркоњски вис који се налази на изворишту Јабланице и Звечан код Косовске Митровице. Палеовулкански рељеф се одликује разноврсним рудама, оловом, цинком...

### Метохија
Пружа се упоредо са Косовском котлином. Дугачка је 68 km, а широка око 60. Име је добила од грчке ријечи "метох" што значи црквено имање. Тај назив је добила јер је територија Метохије у средњем вијеку била под влашћу православне цркве. Уравњенија је од Косовске котлине, и налази се на просечној надморској висини од 400 m. Границе метохијске котлине су: Шар планина, Коритник, Паштрик, Јуничка планина, Проклетије, Богићевица, Жљеб, Мокра гора, Рогозна, река Ибар, Ситница, Дреница (и река и планина), Неродимка.
Планински обод котлине изграђен је од палеозојских шкриљаца, мезозојских кречњака, вулканских и метаморфних стена.
Овде је постојало језеро, које је било повезано са језером Косовске котлине. Језеро је за собом оставило моћне наслаге лапора, пешчара и велике наслаге угља.
По ободу су сачувани трагови абразивног рељефа. По дну котлине избијају наслаге кречњака у виду острвских узвишења. То су Милановац, Грабичка планина, Црмљанска Чука, Бабај Зоћ.
Током плеистоцена сасвим је нестало језеро у Метохијској котлини, На његовом централној равни развила се нова хидрографска мрежа. Бели Дрим је одвео последње воде овог језера. Са својим притокама Пећком, Призренском и Дечанском Бистрицом, Ердеником и Топлугом он је рашчланио дно котлине, те Метохијска котлина има има брежуљкасти изглед.
У плеистоцену су се са Проклетија спуштали, према Метохијској котлини, Руговски ледник (Руговска пећина) на изворишту Пећке Бистрице и Дечански ледник, који је у близини Дечанске Бистрице, и наталожили су огромне количине моренског материјала: шљунка и песка.
Пећка и Дечанска Бистрица су усекле дубоке клисурасте долине на падинама Проклетија, а тај процес и даље траје.
Брежуљкаст рељеф Метохијске котлине пружа повољне услове за гајење ратарских, воћарских и виноградарских култура. Наносне равнице око рекла су веома влажне и уз примену одређених агротехничких мера погодне су за гајење најразноврснијих култура. Крчењем брежуљака обраслих храстовом шумом добијају се нове обрадиве површине.

### Дреница
Дреница, ниско побрђе Космета раздваја Косовску и Метохијску котлину. Ту се налази побрђе Дреница, као и Планина Црнољева, која је хидрографски чвор Србије, одакле отичу воде према Црном, Егејском и Јадранском мору.

## Клима
Разликују се четири годишња доба. Зима је већином са снежним падавинама, док су лета углавном сува. Пролећа и јесени су углавном свежија са падавинама. Клима на Косову и Метохији је жупска и субмедитеранска. То је условљено заклоњеношћу високим планинама које спречавају нагле продоре хладних ваздушних маса са севера и северозапада. Жупска клима се одликује топлим сушним летима и оштријим зимама у односу на умереноконтиненталну. Количина падавина је мања од 1000 милиметара годишње. Екстремнија је јер се ваздушне масе које долазе се задржавај на планинама и зими ту излучују све падавине. Лето је без кише, па се копно брже загрева јер је ветар сув, а зими нема падавина те се копно брже хлади.
Просечне температуре крећу се од око +30° целзијуса до -10° целзијуса. Децембар и јануар се издвајају као најхладнији месеци у години, док су јул и август најтоплији. Највише падавина је у зимском периоду, и то у октобру и децембру. Долина између Качаничке котлине и Косовске Митровице припада сувљим областима, док је Метохијска равница између Пећи и Призрена веома плодоносна са доста падавина.
Клима Косова и Метохије се може поделити на три климатске области: 
- Климатска област Косовске котлине. Обухвата долину Ибра која је под утицајем континенталних ваздушних маса. У овој области зиме су хладније, док су лета јако топла. Ова област се одликује сувом климом са укупном годишњом количином падавина од око 600 милиметара.
- климатска област Метохијске котлине. Ту спада развође Белог Дрима које је под снажним утицајем топлих јадранских ваздушних маса. Уобичајене годишње падавине су око 700 милиметара годишње, а зиме се одликују великим снежним падавинама.
- Климатска област високих планина и шума. Карактерише је типична планинска клима која се огледа великом количином падавина, од 900 до 1300 милиметара годишње, кратким летима и веома хладним, снежним зимама

## Хидрографија

### Реке
На планини Црнољева налази се хидрографски чвор где се стиче развође између сливова Црног, Јадранског и Егејског мора. Од највише тачке Црнољеве (Дрманска глава 1367 m) отиче на запад Топлуга у Бели Дрим и Јадранско море. Према северу се спушта Црнољева, која преко Ситнице и Ибра отиче у Црно море. Према југу тече Неродимка, притока Лепенца која преко Вардара шаље воду у Егејско море.

#### Реке Црноморског слива
Реке Црноморског слива су у горњим токовима брзог тока и великог пада, погодне за производњу електричне енергије. У горњим токовима носе шљунак и песак и њиме затрпавају обрадиве површине. Ибар, највећа притока Западне Мораве и богатији водом. Извире из јаког крашког врела испод северних падина планине Хајле. Дугачак је 272km, и има површину слива од 8059 km². Од свог извора Ибар тече на исток, до Косовске Митровице, где се Ситница са Лабом улива у Ибар. Ситница, дуга 90 km, са површином од 2861 km² издваја се као највећа притока Ибра.

#### Реке Јадранског слива
Јадрански слив има релативно мало река са површинским отицањем. Преовлађују понорнице и подземни токови. Јадранске реке углавном настају од јаких крашких врела. Долине су им клисурасте, корита несаглашена са честим брзацима, слаповима и водопадима. Погодне су за енергетско искоришћавање, поготово зато што се њихова изворишта налазе у зони са доста падавина.
Бели Дрим извире из јаког крашког врела испод планине Жљеб на северној страни Метохијске котлине на висини од 580 m. Одмах испод врела је водопад висок 25 m. Река затим тече по дну Метохијске котлине одводњавајући најбогатију котлину. Бели Дрим има композитну долину. У Бели Дрим се улива више од 10 река, а најважније су Призренска, Пећка и Дечанска Бистрица, Истичка река, Мируша, Топлуга. Пећка Бистрица одводњава северне падине Богићевице и источне падине Мокре Горе као и јужне стране Хајле и Штедима. Она се пробија кроз познату Руговску клисуру дугу 6 km, са местимично вертикалним странама и дубоку преко 1000 m. Дужина њеног тока је 624 km, а површина слива је 505 km². Дечанска Бистрица одводњава источне падине Богићевице, јужне падине Лумбардске планине и Копривника, као и западне и јужне стране Стречке планине. Има 82 притоке, а најважнија је Кожњарска Бистрица, на којој је изграђена хидроелектрана Кожњар. Дечанска Бистрица је дуга 53 km, и има површину слива од 266 km². Призренска Бистрица је шарпланинска река. Има дубоку долину са местимичним изгледом кањона. Низводно од Призрена тече кроз Призренско поље. Ток реке је дуг 31 km са површином слива од 279 km².
Мируша одводњава западне падине планине Црнољеве. У доњем току је девет степеничасто поређаних водопада испод којих је седам већих и мањих језера. Зато је добила име „Метохијске Плитвице“. Дуга је 29 km, и има површину слива од 335 km². Топлуга својим извориштем допире до тромеђа у коме се стичу развођа Црног, Јадранског и Егејског мора. Плавска Река је лева притока Белог Дрима у који утиче на територији Албаније. Одводњава падине Шар планине и Рудоке. Дуга је 21 km, и има слив површине 350 km², од чега је 272 km² у нашој земљи. Само 11% слива је покривено шумом.

#### Реке Егејског слива
На формирање и особине овог слива битно су утицали тектонски покрети који су се одвијали на територији Македоније. Лепенац извире на падинама Шар планине на 1820 m надморске висине. У горњем току протиче кроз долину која местимично има изглед клисуре са странама високим од 500 до 600 m. У средњем току, од ушћа Суве реке па до Качаника, Лепенац тече кроз Сиринићку Жупу, дугу 11 km, па се пробија кроз Бродску клисуру, дугу 6 km, и улази у Сопотничку котлину, дугу 8 km. Неродимка, као највећа притока Лепенца се улива код Качаника. Лепенац у доњем току протиче кроз Качаничку клисуру дугу 24 km, чије су стрме падине углавном прекривене шумом. Качаничка клисура је некадашња језероузина – спојница ишчезлих језера у Косовском басену.
Дужина Лепенца је 75 km, при чему је 65 km на територији Србије, док је површина слива 770 km², од чега 93% припада Србији. На простору наше земље он прима 61 притоку. Неродимка је највећа притока Лепенца, позната по својој вештачкој бифуркацији. Један део воде одлази у Ситницу, односно у слив Црног мора, а други део одлази Лепенцом и Вардаром у Егејско море. Дугачка је 41 km, са површином слива од 230 km².

### Језера

#### Природна језера
У овом региону постоје крашка језера су радом крашке ерозије. Најпознатије је Савско језеро на Проклетијама. Србији припада 12 Шарских глацијалних језера, а најпознатија су: Шутманско (2070m н. в.), Големо (2400m н. в.) и Ливадичко. У близини Љуботена налази се Ливадичко језеро, вода испуњава најнижи део цирка Језерска пупа. Налази се на надморској висини од 2173 m, и иако нема велику површину (око 21000 m²) најдубље је глацијално језеро.

#### Вештачка језера
Највећа вештачка језера се налазе на ободу Косовске котлине, и направљена су пре свега за наводњавање. Батлавско језеро, налази се на Лабу. Користи се за водоснабдевање Косовске Митровице и Приштине, као и за хидроелектране.Газиводско језеро, настало преграђивањем Ибра у горњем току, дужине је 24 km, а висина бране је 107 m, брана је изграђена од природних материјала, и као таква једна од највећих у Европи. Иако у околини Газиводског језера нема угоститељских објеката, велики број људи долази овамо. Језеро је богато рибом, тако да је током целе године језеро посећују рибари, док током лета долазе купачи из оближњих градова. Основна намена Газиводског језера је наводњавање косовске низије, снабдевање пијаћом водом косовско митровачког округа, али има и малу хидроелектрану која се налази у Зубином Потоку. Поред ова два постоје и нешто мање Грачаничко језеро и Опољско језеро.

### Термоминерални извори и бање
- Клокот код Гњилана, постоји и бања, као и неколико термоминералних извора, која се сматрају врло лековитим.
- Илиџа код Пећи, налази се на надморској висини од 499 m, вода је сумпоровита, са температуром од око 56° и садржи земноалкалне гасове. Позната је по лечењу реуматизма и кожних болести. А најпосећенија је од маја до октобра.

## Биљни и животињски свет
Климатске, педолошке и хидрографске промене утицале су на разноврсност биљног и животињског света. Планине су углавном под шумама, али има и планинских пашњака и ливада.
Изражена је вегетациона спратовност. На висини од 600 до 800 m су храстове шуме, букове шуме се налазе на висини од 800 до 1500 m, док су смрекове од 1500 до 1800 m. Горња граница шума је 1900 m, изнад тога је травнати појас.

### Национални паркови
Шарске планине налазе се на југозападном делу Космета, у граничном делу Србије према Македонији и Албанији. Пружају се правцем североисток-југозапад и то су Шар планина, Паштрик и Коритник. Шарске планине су младе веначне планине изграђене од шкриљаца и кречњака, а у грађи учествују и вулканске стене, што је довело до појава руда. На Шари је развијен и глацијални рељеф, у старим цирковима су језера „горске очи“ као што је Ливадичко језеро.
Шарске планине имају велики привредни значај, посебно за развитак сточарства, у котлинама и долинама река постоје услови за земљорадњу и воћарство. 
Шар планина има услова и за развијање летњег и зимског туризма. Ту је и национални парк Шара који се простире на 38000 хектара. Прелепа и нетакнута природа одликује овај парк, који изгледа као бескрајно валовито пространство испресецано рекама. Овај парк је познат и по ендемичним врстама као што су муника, молика, бели и црни бор, јела, смрча и бор кривуљ. Животиње које су овде најчешће су рис, медвед и дивокоза.

## Привредне Одлике
Косово и Метохија су заостала подручја, иако имају знатна природна богатства. Последице рата одражавају се вишеструко у привреди. Низак животни стандард је одлика Косова и Метохије. 
У Косовској котлини преовлађује рударство, док је у Метохијској котлини пољопривреда, земљорадња, а сточарство на ободу планинским ободима. Занатство је традиционално, индустрија новија.

### Индустрија
Косово и Метохија су у међуратном периоду били без значајније индустрије. Сада у регији има 80 фабрика. Највећи индустријски центри су у Приштини (15 фабрика), Косовској Митровици (9 фабрика), Призрену (12). Најразвијенија индустрија је текстилна и прехрамбена, док неразвијену индустрију допуњују традиционални занати и домаћа радиност. 
Многи стари занати нестају, али се развијају нови у вези са саобраћајем и техником. Међутим неки занати се и даље негују као фолклорна и туристичка вредност као нпр. израда ћилима, дубореза, грнчарије...

#### Металургија

##### Црна металургија
Црна металургија обухвата производњу гвожђа и челика при чему се користи угаљ и представља кључну грану индустрије и основу за развој металопрерађивачке и електроиндустрије. Позната је по производњи сировог гвожђа, феро легура и челика. 
Производни капацитети црне металургије на Косову и Метохији налазе се у Приштини, Ђаковици и Глоговцу.

##### Обојена металургија
Обојена металургија производи бакар, олово, цинк, хром, манган, сребро, злато и друге метале. Ови метали због својих хемијско-физичких особина: чврстина, отпорност, лака топивост и прерада, електрична проводљивост итд, нашли су широку примену.
После Другог светског рата реконструисана је „Трепча“, која даје преко 90% Српске производње. Са производњом од 84000 тона олова, 28000 тона цинка, 106 тона сребра, 102 тона бизмута и 210 килограма злата „Трепча“ је комбинат светског значаја. Овде се, такође, развила и хемијска индустрија, а производи се сумпорна киселина, вештачка ђубрива као и акумулатори.

#### Прехрамбена индустрија

##### индустрија за производњу уља
Заснива се на преради маслина, сунцокрета, кукурузних клица, мака, семена бундеве итд. Поред тога што је неопходно у исхрани, уље је нашло своје место и у производњи лекова, боја, лакова, сапуна, маргарина итд. 
На Космету најстарија фабрика је „Милан Зечар“ подигнута 1947. у Урошевцу.

##### Индустрија шећера
Заснива се на производњи шећерне репе. Шећер спада у висококвалитетне производе прехрамбене индустрије. Најзначајнија фабрика на Космету налази се у Пећи.

##### Индустрија алкохолних пића
Услови за развој ове гране индустрије су развијени виноградарство и воћарство. Најпознатије фабрике налазе се у Призрену и Косову Пољу.

#### Индустрија дувана
У Србији постоје повољни услови за гајење дувана. Најквалитетнији дуван је онај са југа Србије. После Другог светског рата, отварају се фабрике у Прешеву, док се финална прерада вршу у Гњилану.

#### Текстилна индустрија
На Косову и Метохији први индустријски објекат изграђен је 1952. а то је фабрика текстила „Косовка“ у Приштини. 
Лан, као стара култура неопходна текстилној индустрији највише се гаји у Косовској котлини.

##### Индустрија обуће
Релативно млада индустријска грана почела да се развија тек између Другог светског рата. Најпознатије фабрике на Космету налазе се у Призрену, фабрика „Комуна“ као и Комбинат коже и обуће у Пећи.

##### Индустрија намештаја
Развијена је и базира се на доброј домаћој сировинској основи. Центри ове индустрије на Космету су у Приштини и Урошевцу

### Рударство
Космет је значајан рударски рејон Србије, и има веома дугу традицију. Рудник олова и цинка Трепча спада у светски значајне произвођаче. Олово и цинк дају и рудници Ајвајлија, Кишница, Ново Брдо и Бадовац, а има га и на Руднику и Звечану (код Косовске Митровице). Хром се добија у Метохији, у рудницима Дева и Бабај Бокс, а има га и код Урошевца. На Голешу је рудник никла. Постоје и рудници азбеста, боксита, леуцита, цемента и ватросталне глине.
Трепча се налази у јужној суподини Копаоника, рударски је активна још од средњег века. Производи олово, цинк, сребро, бизмут, кадмијум, и злато. Рударско - металуршко - хемијски комбинат „Трепча“ удружује производњу 25 рудника и фабрика, и производи сумпорну киселину, вештачко ђубриво, а позната је и по јединственим примерцима кристала.
Кижница располаже са око 10 милиона тона руде олова и цинка.
Ајвајлија је близу Приштине, раније нису коришћена рудна богатства овог рудника
Бојкот косовских Албанаца је довео до запуштања већине рудника, и затварања Трепче. 
Новобрдски рудник код Приштине, био је чувен и у средњем веку широм Европе. (олово, цинк и сребро).
Хром, који се користи за производњу нерђајућег челика се налази у Ораховцу, Ђаковици и Призрену.
Мангана, који се користи за добијање еластичног челика, има у околини Приштине.
Борита, који се користи за производњу стакла, највише има у долини Ибра.

### Енергетика
Енергетика је најзначајнија пољопривредна делатност, и носилац привредно-економског развоја. Заснива се на око 16 милијарди лигнита на дну Косовско-Метохијске котлине. То је највећи басен угља на Балкану. Изграђен је и велики термоенергетски систем у Обилићу, који је због сепаратизма и лоших међунационалних односа затворен.
На Косову ради систем термоелектрана, док се у Метохији налази шест мањих хидроелектрана, и две мање термоелектране.

### Пољопривреда
Метохија је значајнији пољопривредни микрорегион од Косова. Пољопривреда у Метохији је водећа привредна грана. Плодно тло, жупска клима и примена одређених агротехничких мера доприноси разноврснију и обимнију производњу хране. Под ораницама је 52% пољопривредних површина, под ливадама и пашњацима је 45%, а само 4% је под виноградима и воћњацима. У Косовској котлини има више ораница, док је воћњака и винограда мање. 
Највише се гаје кукуруз, пшеница, пасуљ, кромпир, купус, шећерна репа и дуван, док се од воћа највише гаје шљиве, а затим јабуке. Виногради се налазе углавном у Ландовици, Ораховцу и Сувој Реци. 
Косовска котлина је друга житница. Мада расцепканост поседа не погодује производњи. Бољу будућност најављује хидросистем Ибар-Лепенац за наводњавање. 
Планине су под пашњацима и шумама. Шумарска индустрија је преживљавала кризе због неконтролисане сече, коришћења дрва за огрев. шумских пожара итд. међутим сада се ради на пошумљавањем голети, замени деградираних шума, контролисањем сече и успостављањем равнотеже између сече и прираста дрвне масе. Под шумом је 40% Космета, више у косовском него у метохијском делу регије.

### Сточарство
Метохија је сточарски значајнија од Косова, али је сточарство екстензивно, уз стално смањивање сточног фонда. Овчарство је развијено на Проклетијама и Шар планини. Говеда се више гаје од свиња, јер муслиманско становништво не конзумира свињетину. Гаје се и биволи, коњи, живина итд.

## Саобраћај
Саобраћај је добро развијен. Налазе се на раскршћу великих саобраћајница. Кружна друмска саобраћајница прати обод Косовско-Метохијске котлине и на тај начин омогућава добру повезаност свих већих насеља Космета. С обзиром на косовски проблем и неусредсређеност на развој ове покрајине путеви пропадају.
Кроз Косовску котлину воде ибарске магистрале – пут и пруга Краљево-Скопље, и део јадранске магистрале као веза са ауто-путем у Скопљу. Овуда пролази и трансбалканска пруга: Пећ-Приштина-Ниш-Прахово. Призрен је сада спојен железницом са трансбалканском пругом, а Ђаковица је још увек без железнице. Приштина је спојена са са Топлицом и Нишом преко превоја Преполица. Приштина има и аеродром, али је 7 km удаљен од пруге јер некадашњи турски житељи приштине нису дали да пруга прође кроз Приштину.
Магистрални путеви долином Ибра: Пећ-Приштина-Качаник-Црна Гора и Краљево-Косово Поље-Качаник-Скопље су важне друмске и железничке саобраћајнице. Косовскометохијску котлину (Пећ-Прахово).
Приштински аеродром се налази на 16 km од приштине, и на стратешки је важној позицији, југ Србије повезује Блиски исток и западну Европу.

## Туризам
Туризам је директно повезан са пољопривредом и саобраћајем. Међутим на Косову и Метохији није развијен иако има повољне услове за развој: постоји велики број бања, пећина, културно-историјских споменика, и планинска је регија што је повољно за развитак зимског туризма.
На територији Косова и Метохије је веома заступљена сакрална архитектура (на Космету постоји 1013 сачуваних манастира). Манастири и цркве су подизани углавном на местима бивших хришћанских богомоља. Фрескосликарство у црквама Рашко-Призренске епархије представља висок уметнички домет у Европи.
Најзначајније су Грачаница, код Приштине, Богородица Љевишка, код Призрена, Пећка патријаршија код Пећи, Високи Дечани, манастир Бањска, Звечан, код Косовке Митровице...
На Косову и Метохији су још значајни и Газиместан, који симболише победу, Звечан-град, Улпијана и др.
Стари градови са оријенталном архитектуром и историјским културама омогућују градски туризам, док планине са густим шумама, природним лепотама, као што су долина Мируше, Ругово, водопади Белог Дрима, пећине: Мермерна и Радовачка, су погодни за одмаралишта, рекреативне центре, и подстичу планински туризам.

## Становништво и насеља
Аутономна покрајна Косово и Метохија је издвојена у аутономну покрајину због национално хетерогеног становништва. На Космету има највише Албанаца, затим Срба, и других. Плодне котлине су одавно насељене о чему сведоче праисторијска насеља код Приштине (Доња Брњица) и Косовске Митровице (Карагач) затим антички градови Тхеранда, близу Призрена, Улпијана или Липањ, Вициаиум или Вучитрн, као и средњовековна места – Ново Брдо и Приштина. Албанци су високом стопом наталитета и додатним досељавањем из Албаније су преовладали не само на Космету, већ и у деловима јужне Србије. Албанизацију Космета подстакли су послератно досељавање Албанаца из Албаније, висок природни прираштај косметских Албанаца, забрана повратка Србима на Косово и Метохију, као и терор Албанаца над Србима. 
По попису из 1931. године, на Космету је било 60% Албанаца, док их је, према попису из 1991. било више од 90%.

### Густина насељености и природни прираштај
Косово и Метохија је најгушће насељена област у Србији. Што је последица високог наталитета који износи 32‰ и природног прираштаја од 26‰. Најбројнији су Албанци, који потичу из северне Албаније, и досељавали су се кроз векове, углавном после повлачења Срба.
Карактеристике становништва ове регије су: доминантно млађе становништво, доминирају мушкарци, пољопривредно становништво, и велики број неписменог становништва (око 30%). Просветна заосталост, неискоришћена и неразвијена здравствена служба узрок су краћем животу и већем морталитету.

### Насеља
Већина становништва живи на селу, градови су малобројни, већи број је малих градова и варошица. Најчешће су смештени у ободу котлине. Регија има четири града са преко 50 хиљада становника. Насеља су српска (староседелачка), албанска и мешовита. Процес интензивне и урбане градње битно је изменио изглед насеља.
Села су збијеног или разбијеног типа. На планинама су сезонска насеља – катуни. Пошто Албанци живе у заједницама од више породица, у ограђеним двориштима има више зграда.
Већи градови су: Приштина, Косовска Митровица, Призрен, Пећ, Ђаковица, Урошевац, Гњилане, Подујево, Вучитрн итд.